# Abeurador de Sant Guim de la Plana
L'Abeurador de Sant Guim de la Plana és una obra de Sant Guim de la Plana (Segarra) inclosa a l'Inventari del Patrimoni Arquitectònic de Catalunya.

## Descripció
Aquest element està ubicat al darrere del castell de Sant Guim de la Plana, en una cantonada del carrer baixant. Es tracta d'un abeurador d'animals de pedra, que actualment juga una funció decorativa.
L'abeurador consta d'un frontal format per tres pedres rectangulars, al centre de les quals neix un brollador que té un canal que condueix l'aigua. Aquesta aigua cau en un abeurador rodó que té una altura i un diàmetre aproximat de mig metro.
L'únic material emprat en la construcció d'aquest element és la pedra picada.